# Аделрік (герцог Васконії)
Аделрік (Адалрик) (* бл. 742 — бл. 800) — герцог Васконі в 775/781—800 роках.

## Життєпис
Походив з роду Гатонідів. Ймовірно старший син Лупа II, герцога Васконії. Після смерті батька, що сталася між 775 та 781 роками, став новим герцогом Васконії. Втім вимушений був поступитися східною частиною братові Санш. Продовжив політику здобуття незалежності від Франкського королівства. У 788 році переміг та полонив Торсона, графа Тулузи.
Тривалий час успішно протистояв Франкському королівству, користуючись його боротьбою проти маврів та саксів. 790 року зазнав поразки від франків, визнавши зверхність франкського короля. 799 року завдав поразки військам Кордовського емірату, захопив Памплону, де було вбито місцевого валі (намісника).
У 800 році Аделрік зазнав нової поразки від війська Карла Великого або його сина Людовика, потрапивши у полон. Відповідно до Хартії Алаона колишнього герцога було заслано до Іспанії. Боротьбу проти франків продовжив його брат Санш I.